# Grain de sable (rocher)
Pour les articles homonymes, voir Grain de sable.

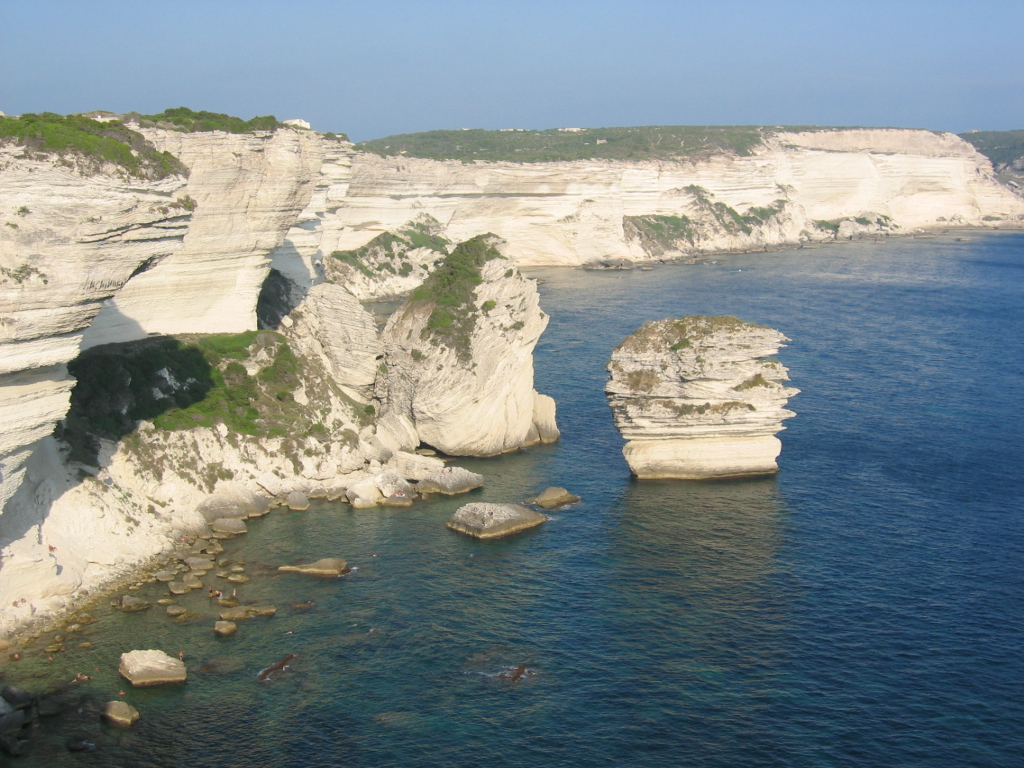
Le Grain de sable.

Le Grain de sable (U Diu Grossu en bonifacien, soit littéralement « le gros doigt »), est un stack de Bonifacio en Corse-du-Sud. Il est l'un des attraits touristiques majeurs de la ville avec l'ensemble des falaises et l'escalier du roi d'Aragon.

## Description
Bloc calcaire plus ou moins cylindrique à la base un peu rétrécie par le travail d'érosion des vagues, dressé un peu à l'écart des falaises, il est intégré au programme des promenades en mer proposant son approche aux curieux venus vérifier si sa taille, vue du ras de l'eau, est compatible avec l'impression qu'ils en avaient eue en le découvrant depuis le belvédère de la citadelle, près de la Chapelle St-Roch.